# Тарасовка (Закарпатская область)
Тара́совка (до 1946 года — Терешул, Терешол, Терешол-Поток; укр. Тарасівка) — село в Нересницкой сельской общине Тячевского района Закарпатской области Украины.
Население по переписи 2001 года составляло 3067 человек. Почтовый индекс — 90530. Телефонный код — 3134. Занимает площадь 36 км². Код КОАТУУ — 2124486601.

## История
В 1946 году указом ПВС УССР село Терешул переименовано в Тарасовку.